# Rapsodowie

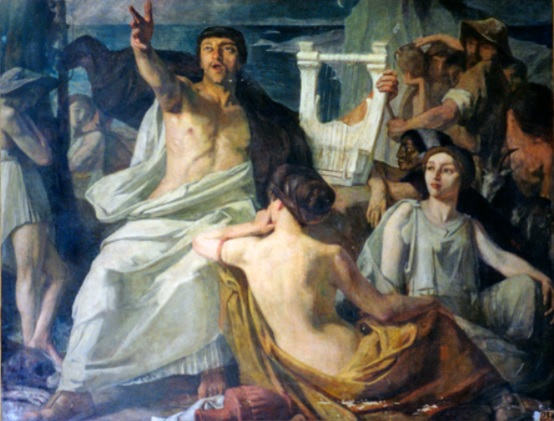
Clovis Cazes, Rapsod, 1913

Rapsodowie (stgr. ῥαψῳδός rhapsōidos) – wędrowni śpiewacy w starożytnej Grecji.
Do utworów wykonywanych przez rapsodów należały przede wszystkim poematy epickie w heksametrze, takich autorów, jak: Homer, Archiloch z Paros czy Symonides z Keos. W przeciwieństwie do tzw. aojdów rzadko śpiewali utwory własne. Podczas występów z okazji świąt, mieli głowy ozodobione złotymi lub laurowymi wieńcami. Trzymana przez nich laska oznaczała władzę nad publicznością.